# Komuna e Mamushës
Komuna e Mamushës (serbiska: Opština Mamuša, Општина Мамуша, albanska: Mamushë, serbiska: Mamuša, Мамуша) är en kommun i Kosovo. Den ligger i den sydvästra delen av landet, 50 km sydväst om huvudstaden Priština.